# Joseph Yves Limantour
Joseph Yves Limantour  (Ploemeur, Francia, 12 de abril de 1812 - Ciudad de México, 30 de abril de 1885) fue un navegante y empresario francés. Establecido en México en la década de  1830 logró hacer una gran fortuna a través del comercio, principalmente el de armas, el préstamo a rédito, el avío de minas y los negocios inmobiliarios. Fue padre del Secretario de Hacienda y Crédito Público mexicano  José Yves Limantour.

## Primeros años
Joseph Yves Limantour nació el 12 de abril de 1812 en el pueblo de Ploemeur, cerca del puerto bretón de Lorient, en el seno de una humilde familia de empleados portuarios. Su padre, Yves Maturin Limantour, fue un guardia -un cuerpo uniformado, militarizado, encargado de vigilar las puertas de los arsenales y otras instalaciones navales-  en el puerto de Lorient. Debido a los deberes de su padre, Joseph Yves Limantour tuvo la oportunidad de observar los barcos y familiarizarse con el mar desde su infancia.

## Llegada a México
En 1831, a la edad de diecinueve años, llegó a México. En 1841, teniendo ya un barco a su mando, el Ayacucho, comerciaba mercancías francesas por la costa del Pacífico. En octubre de ese mismo año llegó a Alta California. De Monterrey, se dirigió a la Bahía de San Francisco pero no logró llegar ya que su barco encalló.  Logró transportar a tierra gran parte de la mercancía gracias a su pronta amistad con William A. Richardson, un comerciante y capitán de puerto de San Francisco. No consiguió recuperar su barco y abrió una tienda en San Francisco. Tras haber vendido toda su mercancía compró otro barco y comenzó a comerciar en la costa de California. En enero de 1843 conoció al gobernador de California, Manuel Micheltorena en Los Ángeles al cual entregó mercancías y efectivo a cambio de cuatro leguas cuadradas de tierras baldías en la península de San Francisco. La cesión de las tierras fue ratificada el 18 de abril de 1843 por el ministro de Relaciones Exteriores, José María Bocanegra.

## Intervención estadounidense en México
Cuando México se vio envuelto en la guerra contra Estados Unidos, Alta California fue tomada por las fuerzas norteamericanas en los meses de julio y agosto de 1846. Como respuesta, en la Ciudad de México, se propuso formar una expedición para recuperar el territorio. Limantour ofreció al  gobierno mexicano, el 31 de agosto de 1846, suministrar armas para dicha expedición.  El 1 de octubre presentó un proyecto del contrato. El 23 de octubre presenta un segundo y definitivo proyecto, en el cual, si bien difería del primero en la cantidad de armas – por la necesidad urgente de defender territorios ante el avance de las tropas norteamericanas hacia el sur - , la principal diferencia radicaba en las condiciones de pago. En el primero, Limantour aceptaba el pago posterior a la entrega de la mercancía, mientras que en el segundo  proyecto  pedía pago adelantado mediante libranzas aceptadas por el clero. El gobierno aceptó esta segunda propuesta y se celebró un contrato en el cual Limantour debía auxiliar al territorio de Alta California. 
El 18 de enero de 1847, Anastasio Bustamante encargó a Limantour localizar en Los Ángeles a José María Flores – líder de la resistencia californiana, que ya se había rendido en el Tratado de Cahuenga el 13 – y le entregara además de las armas, artículos diversos necesarios para la defensa. A pesar de los intentos del gobierno mexicano de saldar la deuda con Limantour, el pago no llegó a sus manos. Limantour no pudo cumplir el encargo de Bustamante, según menciona el propio Limantour en un borrador de una solicitud dirigida el 3 de noviembre de 1847 al gobierno mexicano en la cual informa que debido a las circunstancias de la guerra no encontró autoridad mexicana que le recibiera, además de ser perseguido y apresado por las tropas enemigas.

## Disputa de tierras en Alta California
La firma del Tratado de Guadalupe Hidalgo entre México y Estados Unidos el 2 de febrero de 1848, supuso la incorporación de California a Estados Unidos, la supresión del artículo 10 de dicho tratado - el cual especificaba que los títulos de propiedad en tales territorios se respetarían como válidos –y el posterior proyecto de ley del senador estadounidense W.M. Gwin en 1851 - según la cual todos los poseedores de títulos de propiedad deberían probar su validez delante de una comisión gubernamental especial – hicieron que Limantour llegara a San Francisco en diciembre de 1852 a defender la validez de sus títulos de propiedad. Contrató como abogado a James Wilson. Las firmas de Manuel Micheltorena fueron declaradas auténticas. Además, los testimonios de William A. Richardson y Manuel Castañares fueron a favor de Leonel. En enero de 1856 la comisión confirmó los títulos de Limantour. Sin embargo, el gobierno estadounidense apeló al fallo de la comisión y en noviembre de 1858 el juez Ogden Hoffman, Jr. falló en contra de Limantour.

## Otras actividades
Limantour vendió armamento al gobierno liberal de Benito Juárez en 1858 a cambio de inmuebles capitalinos. Más tarde, durante la intervención francesa en México, aprovisionó de parque y armas a Porfirio Díaz y, posteriormente, durante la revolución de Tuxtepec, le prestó dinero. Murió en la Ciudad de México en 1885.